# 佳荣镇
佳荣镇，是中华人民共和国贵州省黔南布依族苗族自治州荔波县下辖的一个乡镇级行政单位。

## 行政区划
佳荣镇下辖以下地区：
威岩村、坤地村、拉滩村、高里村、拉祥村、拉易村、水维村、大土村、甲料村、拉毛村、岜鲜村和拉先村。